# Sennius fallax
Sennius fallax är en skalbaggsart som först beskrevs av Karl Henrik Boheman 1839.  Sennius fallax ingår i släktet Sennius och familjen bladbaggar. Inga underarter finns listade i Catalogue of Life.